# Blanca de Pasa
Blanca de Pasa es un cultivar de higuera de tipo Smyrna,   Ficus carica unífera, de higos color verde claro a blanco. Se cultiva principalmente en la provincia de Granada, más concretamente en la comarca de La Contraviesa.

## Sinonimias
- „Blanca de Pasa de la Contraviesa“,.[4][5]
- „Blanca de Albondón“,
- „Blanca de Turón“,
- „Pasa Blanca“,
- „De Secar“,[6]

## Ubicación
La Sierra de la Contraviesa es una comarca de la Alpujarra granadina en la que se enmarcan doce municipios.
Comprende altitudes entre los 600 y los 1500 metros, en un paisaje caracterizado por fuertes pendientes y un clima semiárido.
La actividad principal es la agricultura, encontramos fundamentalmente frutales de secano: vid, almendro, higuera y olivar de baja producción (Remmers, 1998).

## Historia
La Contraviesa es una zona de la provincia de Granada que toca la zona de Adra ya en tierra de Almería. Esta pertenece a la España semiárida por lo que sus variedades de higueras se sentirán cómodas en cualquier ubicación.
Las higueras que aquí se cultivan, cuentan con la ventaja de encontrarse en una de las comarcas desde antaño más aisladas y gracias a venirse cultivando a gran escala desde el Neolítico, a través de prospecciones y selecciones de clones "no centralizadas, ni dirigidas".
En La Contraviesa ni siquiera tiene mucha cabida hablar de variedades con clones muy específicos, más bien son distintas tipologías de higos cultivados y perfectamente representativas de lo que sería una población natural.

## Características de la higuera 'Blanca de Pasa'
La higuera 'Blanca de Pasa' es una variedad unífera de tipo Smyrna, de producción muy prolífica de higos. Los higos 'Blanca de Pasa' tienen forma ovalada, de piel color verdoso suave a blanco. Son densos, firmes y flexibles.
El receptáculo es delgado, de color verde pálido, la pulpa es carnosa, color rojo fresa. Su olor es elegante, ligeramente intenso con notas vegetales y afrutadas.
Los higos con un diámetro generalmente mayor o igual a 40 milímetros se cosechan desde de agosto a octubre (sino llueve).
Se debe considerar que a pesar de existir más de 1500 ha plantadas y que sea la única variedad claramente comercial... nunca han intervenido centros de mejora, ni siquiera se ha llevado más selección que la hecha por los propios agricultores a través de los siglos... ni siquiera en la actualidad algún vivero las reproduce, aun en pleno siglo XXI cada agricultor sigue seleccionando sus estacas. Normalmente las diferencias entre unas y otras 'Blanca de Pasa' son mínimas, pero no se derivan solo de acumulación de pequeñas mutaciones a través del tiempo.
El fruto tras madurar comienzan a secar sin caer de la Higuera hasta que se menea un poco, esto facilita mucho el proceso de secado, ya que si se recolectasen con todo su volumen se debería mover mucho peso y sería muy largo el proceso de secado.
Asociados a los cultivos de higos 'Blanca de Pasa' existen cultivos de Cabrahigo, siendo las variedades más comunes: 'De Perilla', 'Cojáyar', 'Morado'... tradicionalmente estos se cultivaban en valles del interior, zonas como Almegíjar y sobre todo Cojáyar tradicionalmente eran las zonas productoras. (Actualmente los inviernos no son tan frío, desde hace unos 30 años debido al cambio climático... Blastophaga psenes soporta el frío invernal de las zonas con higuerales, al completar su ciclo de forma casi regular ya la mayoría de agricultores produce los Cabrahigos que va a necesitar. De media necesitan ir tres veces a caprificar, colgando una “Sarta” (Cabrahigos maduros ensartados en un esparto) o metidos en una malla.
Al practicarse la caprificación de manera rutinaria lo normal es que sus semillas sean fértiles y nacen infinidad de higueras por toda la Contraviesa, muchas higueras son muy similares a 'Blanca de Pasa' y alguna se termina tolerando en las parcelas y de entre todas con el paso de décadas y siglos... alguna se termina incorporando a la Tipología 'Blanca de Pasa'.

## Usos y aplicaciones
La variedad „Blanca de Pasa“ es apta para higo seco paso. Es la variedad más cultivada en La Contraviesa por el secado de sus higos de excelente calidad.
De cara al consumidor la riqueza de matices de un buen higo Smyrna seco es incomparable con un higo partenocarpico... mientras el aquenio sin polinizar está hueco, las semillas fértiles de Blanca de Pasa u otras Smyrna... están rellenas y quizás sean algo más gruesas en general... su interior organolepticamente se suele comparar con la nuez o la Almendra... realmente es así, quizás algo más cercano el sabor a la nuez, debe ser muy rico su contenido en aceites muy aromáticos, es delicioso masticar y ese delicioso sabor dulce de un buen higo Blanca de Pasa, se le vayan incorporando esos delicadisimos sabores a fruto seco y persistencia en boca del sabor se alarga mucho posiblemente por el gran contenido de aceite de las semillas.

## Cultivo de la higuera
Según los últimos datos oficiales de Anuario de Estadística Agraria del Ministerio de Agricultura, es muy importante el cultivo en extensión en la provincia de Granada muy centrado en la zona de La Contraviesa con 1.860 hectáreas (MAGRAMA, 2012).

Las higueras de La Contraviesa son las únicas variedades de tipo Smyrna cultivadas al menos en la península ibérica (nuestras islas tampoco tienen ninguna, y en toda Europa solo aquí, los griegos y algunas hectáreas cultivadas en Italia albergan higueras Smyrna).